# Borgo Ticino
Borgo Ticino es una localidad y comune italiana de la provincia de Novara, región de Piamonte, con 4.500 habitantes.

## Evolución demográfica
| Gráfica de evolución demográfica de Borgo Ticino entre 1861 y 2001 |
|                                                                    |
| Fuente ISTAT - elaboración gráfica de Wikipedia                    |